# Discographie de John Cale
Cet article regroupe la discographie du John Cale. Au cours de sa carrière de 1970 à 2013 a sorti 19 albums studio, 6 albums live, 31 singles et 3 EP.

## Albums studio
- Vintage Violence (1970)
- Church of Anthrax (1971) avec Terry Riley
- The Academy in Peril (1972)
- Paris 1919 (1973)
- Fear (1974)
- Slow Dazzle (1975)
- Helen of Troy (1975)
- Honi Soit (1981)
- Music for a New Society (1982)
- Caribbean Sunset (1984)
- Artificial Intelligence (1985)
- Words for the Dying (1989)
- Songs for Drella (1990) avec Lou Reed
- Wrong Way Up (1990) avec Brian Eno
- Last Day on Earth (1994) avec Bob Neuwirth
- Walking on Locusts (1996)
- HoboSapiens (2003)
- blackAcetate (2005)
- Shifty Adventures in Nookie Wood (2012)

## Album en concert
- Sabotage/Live (1979)
- John Cale Comes Alive (1984)
- Even Cowgirls Get the Blues (1987)
- Fragments of a Rainy Season (1992)
- Circus Live (2007)
- Live at Rockpalast (201)

## EP
- Animal Justice (1977)
- 5 Tracks (2003)
- Extra Playful (2011)

## Compilations
- Guts (en) (1977)
- Seducing Down the Door (1994)
- The Island Years (1996)
- Close Watch: An Introduction to John Cale (1999)
- Gold (en) (2007)

## Singles
- „Cleo“ / „Fairweather Friend“ (1970)
- „Big White Cloud“ / „Gideon's Bible“ (1970)
- „Dixieland and Dixie“ / „The Biggest, Hairiest, Loudest Band of All“ (1971)
- „Days of Steam“ / „Legs Larry at the Television Centre“ (1972)
- „The Man Who Couldn't Afford to Orgy“ / „Sylvia Said“ (1974)
- „Jack the Ripper in the Moulin Rouge“ / „Memphis (Instrumental)“ (1977)
- „Disco Clone (English version)“ / „Disco Clone (French version)“ (1978)
- „Mercenaries“ (1980)
- „Dead or Alive“ / „Honi Soit“ (1981)
- „Close Watch“ / „Close Watch“ (1982)
- „Close Watch“ / „Changes Made“ (1982)
- „Villa Albani“ (1984)
- „Ooh La La“ / „Magazines“ (1984)
- „Dying on the Vine“ / „Everytime the Dogs Bark“ (1985)
- „Satellite Walk“ (1985)
- „Nobody But You“ / „Style It Takes“ / „A Dream“ (1990)
- „One Word“ / „Grandfather's House“ / „Palanquin“ (1990) − avec Brian Eno
- „Spinning Away (Edit)“ / „Grandfather's House“ / „Palaquin“ (1990) − avec Brian Eno
- „Hallelujah“ (1991)
- „Paris s'eveille“ (1991)
- „The Long Voyage“ (1995) – avec Suzanne Vega
- „Cale vs The Bees vs Doctor Rockit“ (2003)
- „Things“ (2003)
- „TurnTheLightsOn“ (2005)
- „OuttaTheBag“ (2006)
- „Big White Cloud“ (2007)
- „All My Friends“ (2007)
- „Whaddya Mean By That“ (2011)
- „I Wanna Talk 2 U“ (2012)
- „Face to the Sky“ / „Living with You“ (Organic Mix) (2012)
- „Living with You“ / „Living with You“ (Organic Mix) / „Living with You“ (Laurel Halo remix) (2013)
- „All Summer Long“ / „Sandman (Flying Dutchman)“ (2013)

## Autre
- Chelsea Girl (1967) de Nico
- Yo-Yo (1968) de Larry and Tommy
- Two Suns Worth (1968) de Morning Glory
- The Marble Index (1969) de Nico
- The Stooges (1969) de The Stooges
- Great American Eagle Tragedy (1969) de Earth Opera
- Desertshore (1970) de Nico
- Bryter Layter (1970) de Nick Drake
- Glass Harp (1970) de Glass Harp
- Chelsea (1970) de Chelsea
- Smiling Men with Bad Reputationsa (1971) de Mike Heron
- Tax Free (1971) de Tax Free
- Jennifer (1972) de Jennifer Warnes
- Chunky, Novi and Ernie (1973) de Chunky, Novi and Ernie
- The End... (1974) de Nico
- Horses (1975) de Patti Smith
- Another Green World (1975) de Brian Eno
- Is Having a Wonderful Time (1975) de Geoff Muldaur
- The Modern Lovers (1976) de The Modern Lovers
- Dancer with Bruised Knees (1977) de Kate et Anna McGarrigle
- I Need Nothing/Electrocutioner (1977) de Menace
- I Don't Wanna (1977) de Sham 69
- Packet of Three (1977) de Squeeze
- Squeeze (1978) de Squeeze
- Disco Clone (1978) de Cristina
- Attitudes/Re-Bop (1978) de Marie et les Garçons
- Music for Films (1978) de Brian Eno
- Julie Covington (1978) de Julie Covington
- Some Things Never Change (1978) de David Kubinec
- Busted Chevrolet (1978) de Harry Toledo & The Rockets
- You're Never Alone with a Schizophrenic (1979) de Ian Hunter
- Shift the Blame (1979) de Model Citizens
- You Can Borrow My Car / Runaway Child (1979) de Necessaries
- Shopping for Clothes (1980) de Snatch
- Une nouvelle vie (1980) de Modern Guy
- So Afraid of the Russians/Unknown Soldier (1983) de Made for TV
- Camera Obscura (1985) de Nico
- Pop Model (1986) de Lio
- Try to Be Mensch (1987) de Element of Crime
- Squirrel and G-Man Twenty Four Hour Party People Plastic Face Carnt Smile (White Out) (1987) de Happy Mondays
- Crawl with Me (1988) de Art Bergmann
- Lullabies for lager louts (1989) de Big Vern
- All Shook Down (1990) de The Replacements
- Heart and Mind (1990) de Sister Double Happiness
- I Spent a Week There the Other Night (1991) de Maureen Tucker
- Louise Féron (1991) de Louise Féron
- Sabor Salado (1992) de Los Ronaldos
- Sahara Blue (1992) de Hector Zazou
- Phoenix (1994) de Vince Bell
- The Rapture (1994) de Siouxsie and the Banshees
- Chansons des mers froides (1995) de Hector Zazou
- Nostalgia (1996) de Ivan Král
- Rooms (1996) de Goya Dress
- In Paradisu (1996) de Les Nouvelles Polyphonies Corses
- The First Second (1996) de Maids of Gravity
- Fantastic Star (1996) de Marc Almond
- Gone Again (1996) de Patti Smith
- Feel Alright (1997) de Garageland
- The Jesus Lizard (1998) de The Jesus Lizard
- I Douar () de Alan Stivell
- Desert Station Frequency (1999) de Ventilator
- Undrentide (2000) de Mediæval Bæbes
- Rings Around the World (2001) de Super Furry Animals
- Hitting the Ground (2002) de Gordon Gano
- Positions (2002) de Trash Palace
- The Boxing Mirror (2006) de Alejandro Escovedo
- Replica Sun Machine (2008) de The Shortwave Set
- Postcards from a Young Man (2010) de Manic Street Preachers

## BOF
- Women in Revolt (réalisation : Paul Morrissey, 1971)
- Heat (réalisation : Paul Morrissey, 1972)
- Caged Heat (réalisation : Jonathan Demme, 1974)
- Who Am I This Time? (réalisation : Jonathan Demme, 1981)
- Dangereuse sous tous rapports (réalisation : Jonathan Demme, 1986)
- Sid & Nancy (réalisation : Alex Cox, 1986)
- Dick (réalisation : Jo Menell, 1989)
- Paris s'éveille (réalisation : Olivier Assayas, 1991)
- Primary Motive (réalisation : Daniel Adams, 1992)
- La Naissance de l'amour (réalisation : Philippe Garrel, 1993)
- Ah Pook Is Here (réalisation : Philip Hunt, 1994)
- Antártida (réalisation : Manuel Huerga, 1995)
- N'oublie pas que tu vas mourir (réalisation : Xavier Beauvois, 1995)
- I Shot Andy Warhol (réalisation : Mary Harron, 1996)
- Basquiat (réalisation : Julian Schnabel, 1996)
- House of America (réalisation : Marc Evans, 1997)
- Rhinoceros Hunting in Budapest (réalisation : Michael Haussman, 1997)
- Somewhere in the City (réalisation : Ramin Niami, 1998)
- Le vent de la nuit (réalisation : Philippe Garrel, 1999)
- Abschied - Brechts letzter Sommer (réalisation : Jan Schütte, 2000)
- Saint-Cyr (réalisation : Patricia Mazuy, 2000)
- Love Me (réalisation : Laetitia Masson, 2000)
- Beautiful Mistake (réalisation : Marc Evans, 2000)
- Wisconsin Death Trip (réalisation : James Marsh, 2000)
- American Psycho (réalisation : Mary Harron, 2000)
- Nye scener fra Amerika (réalisation : Jørgen Leth, 2002)
- Paris (réalisation : Ramin Niami, 2003)
- Rhinoceros Eyes (réalisation : Aaron Woodley, 2003)
- Y Mabinogi (réalisation : Derek W. Hayes, 2003)
- About Face: The Story of the Jewish Refugee Soldiers of World War II (réalisation : Steve Karras, 2005)
- Process (réalisation : C.S. Leigh, 2005)
- See You at Regis Debray (réalisation : C.S. Leigh, 2006)
- American Widow (réalisation : C.S. Leigh, 2009)
- Un été brûlant (réalisation : Philippe Garrel, 2011)
- Sport de filles (réalisation : Patricia Mazuy, 2012)
- La Jalousie (réalisation : Philippe Garrel, 2013)